# QED (текстовий редактор)
QED — це рядково-орієнтований комп’ютерний текстовий редактор, розроблений Батлером Лемпсоном і Л. Пітером Дойчем для Системи розподілу часу Berkeley, що працює на SDS 940 . Він був реалізований Л. Пітером Дойчем і Даною Англуін між 1965 і 1966 роками.  
QED (скорочення від англ. «quick editor» — «швидкий редактор»)  стосувався використання телетайпів, але системи «для ЕПТ -дисплеїв [не] розглядалися, оскільки багато з їхніх конструктивних рішень [були] зовсім іншими». 